# Ouratea cerebroidea
Ouratea cerebroidea är en tvåhjärtbladig växtart som beskrevs av C. Sastre. Ouratea cerebroidea ingår i släktet Ouratea och familjen Ochnaceae. Inga underarter finns listade i Catalogue of Life.